# Orthanc

Panorama de Orthanc en Isengard.

En el universo imaginario de J. R. R. Tolkien y en la obra El Señor de los Anillos, Orthanc es una gran torre situada en el centro de la fortaleza de Isengard. Su nombre tiene traducción tanto del sindarin, como del rohírrico. En la primera de las lenguas significa «monte del colmillo» y en la segunda «espíritu astuto».

## Descripción
Se trataba de una torre constituida por cuatro altísimas columnas, facetadas de piedra negra, unidas entre sí. A gran altura estas columnas volvían abrirse formando altos y curvos "cuernos" que rodeaban una plataforma de piedra negra cubierta con extrañas inscripciones. La Torre estaba asentada sobre una plataforma redonda y escalonada, también de piedra. Era tan alta que «un hombre podía estar a quinientos pies por encima del llano».
En la cara oriental y en el ángulo formado por dos columnas bajas había una puerta de hierro y un poco más arriba una ventana con postigos que daba a un balcón. Se llegaba a ella subiendo por una escalera de piedra de 27 escalones. A todo lo alto y en toda de la torre se ubicaban troneras, desde donde se podía ver todo el valle; pero la única entrada era la puerta.
Una ancha avenida, pavimentada con losas, conducía desde las grandes puertas hasta la torre; a todo lo largo había columnas con distintas tallas.

## Historia
Fue levantada por los dúnedain de Gondor a finales de la Segunda Edad del Sol, para guardar el Paso de Rohan y colocando en ella una de las Palantir que servía como comunicación entre Arnor y Gondor.
Durante la Guerra del Anillo, los ents habían intentado derribar la torre sin éxito en la Destrucción de Isengard, pero se contentaron con rodearla e impedir que Saruman escapase. Hasta la puerta de Orthanc llegaron Gandalf, Théoden, Éomer y Aragorn, acompañados de Legolas, Gimli, Merry, Pippin y una treintena de eorlingas; con el objeto de hablar con el Mago Blanco. Desde una ventana Gríma le arrojó a la Compañía, sin saberlo, la palantir de Orthanc.
La restauración de Orthanc fue una de las primeras tareas que realizó el rey Elessar durante su reinado. La Palantir de Saruman fue puesta de nuevo en la torre y ésta se registró a fondo, encontrándose numerosos objetos de valor, principalmente de la Casa de Eorl, robadas por Gríma en Edoras. Pero los objetos de mayor valor fueron encontrados tras una puerta que se resistía a abrirse, pues Saruman quizás la había preparado para ocultar allí el Anillo Único. Sin embargo gracias a Gimli se pudo abrir, y allí encontró Elessar un cofre, que guardaba en su interior la joya Elendilmir, que todos creían perdida, y una pequeña caja de oro en la que el rey Isildur guardó el Anillo cuando se lo arrebató a Sauron.